# Ljudmila Smirnova
Ljudmila Stanislavovna Smirnova, coniugata Ulanova (in russo Людмила Станиславовна Смирнова-Уланова?; Leningrado, 21 luglio 1949), è un'ex pattinatrice artistica su ghiaccio sovietica, dal 1991 russa.

## Palmarès
Coppie con Andrej Surajkin
| Evento                    | 1968-1969 | 1969–1970 | 1970–1971 | 1971–1972 |
| ------------------------- | --------- | --------- | --------- | --------- |
| Giochi olimpici invernali |           |           |           | 2°        |
| Campionati mondiali       |           | 2°        | 2°        | 2°        |
| Campionati europei        |           | 2°        | 2°        | 2°        |
| Prize of Moscow News      |           | 2°        | 1°        | 2°        |
| Universiadi               |           | 1st       |           |           |
| Campionati sovietici      | 4°        | 2°        | 2°        |           |
| USSR Cup                  | 2°        |           |           |           |

Coppie con Aleksej Ulanov
| Evento               | 1972–1973 | 1973–1974 |
| -------------------- | --------- | --------- |
| Campionati mondiali  | 2°        | 2°        |
| Campionati europei   | 2°        | 3°        |
| Campionati sovietici | 3°        |           |
| Prize of Moscow News |           | 1°        |